# La Chapelle-Montligeon
La Chapelle-Montligeon – miejscowość i gmina we Francji, w regionie Normandia, w departamencie Orne.
Według danych na rok 1990 gminę zamieszkiwało 786 osób, a gęstość zaludnienia wynosiła 94 osoby/km² (wśród 1815 gmin Dolnej Normandii Chapelle-Montligeon plasuje się na 290. miejscu pod względem liczby ludności, natomiast pod względem powierzchni na miejscu 624.).